# Flandria (equip ciclista)

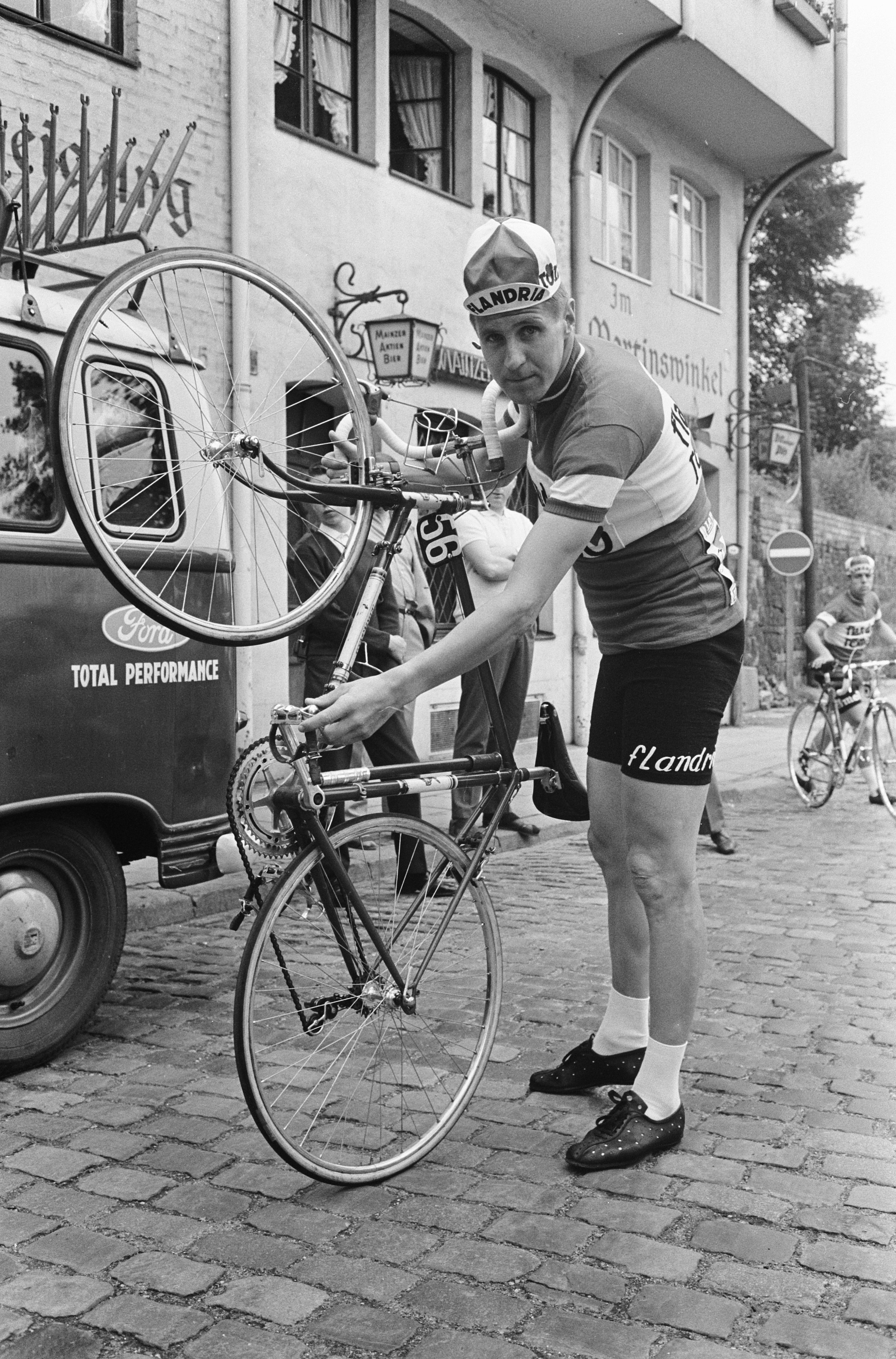
Peter Post al Tour de França de 1965

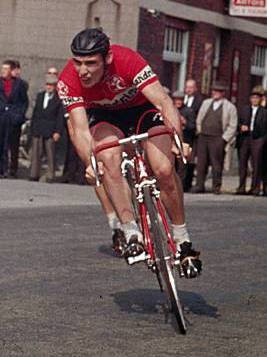
Willy Bocklandt al 1967

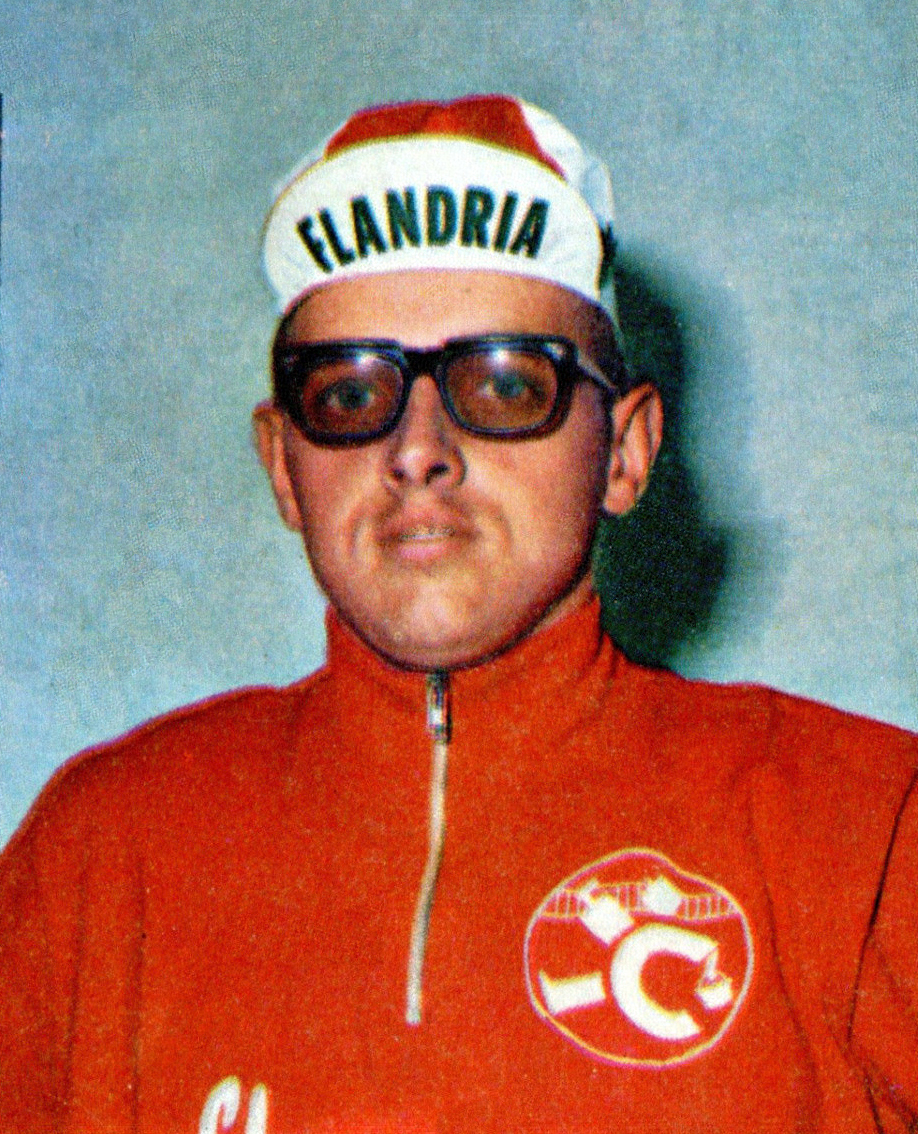
Wilfried David al 1968

L'equip Flandria va ser un equip ciclista belga, de ciclisme en ruta que va competir entre 1959 a 1979.
Hi van militar grans ciclistes com Roger i Eric de Vlaeminck, Jef Planckaert, Rik Van Looy, Freddy Maertens, Walter Godefroot, Michel Pollentier, Eric Leman o Joop Zoetemelk.

## Principals resultats
- Tour del Nord: Willy Truye (1960)
- Quatre dies de Dunkerque: Jef Planckaert (1960, 1963), Roger De Vlaeminck (1971), Freddy Maertens (1973, 1975, 1976, 1978), Walter Godefroot (1974)
- París-Niça: Jef Planckaert (1962), Freddy Maertens (1977)
- Tour de Flandes: Rik Van Looy (1962), Noël Foré (1963), Walter Godefroot (1968), Eric Leman (1970), Evert Dolman (1971)
- París-Roubaix: Rik Van Looy (1962), Peter Post (1964), Walter Godefroot (1969), Marc Demeyer (1976)
- Lieja-Bastogne-Lieja: Jef Planckaert (1962), Willy Blocklandt (1964), Walter Godefroot (1967), Roger De Vlaeminck (1970)
- Tour de Romandia: Willy Bocklant (1963), Wilfried David (1973)
- París-Tours: Guido Reybrouck (1964), Freddy Maertens (1975)
- Gant-Wevelgem: Walter Godefroot (1968), Freddy Maertens (1975, 1976)
- Volta a Llombardia: Jean-Pierre Monseré (1969)
- Bordeus-París: Walter Godefroot (1969), Herman Van Springel (1975)
- París-Luxemburg: Eric De Vlaeminck (1970)
- Fletxa Valona: Roger De Vlaeminck (1971), André Dierickx (1973)
- París-Brussel·les: Marc Demeyer (1974), Freddy Maertens (1975)
- Gran Premi de Frankfurt: Walter Godefroot (1974), Freddy Maertens (1976)
- Amstel Gold Race: Freddy Maertens (1976)
- Volta a Catalunya: Freddy Maertens (1977)
- Volta a Suïssa: Michel Pollentier (1977)
- Setmana Catalana: Freddy Maertens (1977)
- Critèrium del Dauphiné Libéré: Michel Pollentier (1978)

### A les grans voltes
- Giro d'Itàlia
  - 5 participacions (1962, 1964, 1965, 1973, 1977)
  - 17 victòries d'etapa:
    - 5 el 1962: Willy Schroeders, Armand Desmet, Huub Zilverberg, Rik Van Looy (2)
    - 1 el 1964: Walter Boucquet
    - 1 el 1965: Frans Brands
    - 10 el 1977: Freddy Maertens (7), Marc Demeyer (2), Michel Pollentier

  - 1 classificació finals:
    - Michel Pollentier (1977)

  - 2 classificacions secundàries:
    - Classificació per equips: (1962, 1977)

- Tour de França
  - 14 participacions (1962, 1963, 1964, 1965, 1969, 1970, 1971, 1972, 1973, 1974, 1975, 1976, 1978, 1979)
  - 37 victòries d'etapa:
    - 1 el 1962: Huub Zilverberg
    - 1 el 1963: Frans Brands
    - 2 el 1965: Guido Reybrouck (2)
    - 1 el 1967: Walter Godefroot
    - 3 el 1968: Walter Godefroot (2), Eric Leman
    - 1 el 1969: Eric Leman
    - 1 el 1970: Roger De Vlaeminck
    - 3 el 1971: Eric Leman (3)
    - 3 el 1973: Walter Godefroot (2), Wilfried David
    - 2 el 1974: Ronald De Witte, Michel Pollentier
    - 3 el 1975: Ronald De Witte, Michel Pollentier, Walter Godefroot
    - 9 el 1976: Freddy Maertens (8), Michel Pollentier
    - 4 el 1978: Freddy Maertens (2), Sean Kelly, Marc Demeyer
    - 3 el 1979: René Bittinger, Marc Demeyer, Joaquim Agostinho

  - 6 classificacions secundàries:
    - Classificació dels esprints intermedis: Eric Leman (1969), Pieter Nassen (1971), Marc Demeyer (1973, 1975)
    - Classificació per punts: Freddy Maertens (1976, 1978)

- Volta a Espanya
  - 4 participacions (1963, 1971, 1976, 1977)
  - 19 victòries d'etapa:
    - 1 el 1963: Josep Segú
    - 1 el 1971: Joop Zoetemelk
    - 3 el 1976: Dirk Ongenae (2), Arthur Van De Vijver
    - 14 el 1977: Freddy Maertens (13), Michel Pollentier

  - 1 classificació finals:
    - Freddy Maertens (1977)

  - 3 classificacions secundàries:
    - Gran Premi de la muntanya: Julio Jiménez (1963), Joop Zoetemelk (1971)
    - Classificació per punts: Freddy Maertens (1977)

## Composició de l'equip
| \| Llista de l'equip 1975 \| Llista de l'equip 1975 \| Llista de l'equip 1975 \| Llista de l'equip 1975 \| \| Ciclista \| Data de naixement \| Equip previ \| \| \| --------------------------------------- \| ---------------------- \| ------------------------------------ \| ---------------------- \| \| Christian Ardouin \| 18 de abril de 1952 \| Merlin Plage-Shimano-Flandria (1974) \| \| \| Eddy Cael \| 24 de octubre de 1945 \| \| \| \| Raphaël Coene \| 5 de novembre de 1950 \| Merlin Plage-Shimano-Flandria (1974) \| \| \| Carlos Cuyle \| 25 de gener de 1953 \| \| \| \| Wilfried David \| 22 de abril de 1946 \| Peugeot-BP-Michelin (1972) \| \| \| Ronald De Witte \| 21 de octubre de 1946 \| Peugeot-BP-Michelin (1972) \| \| \| Régis Delépine \| 22 de desembre de 1946 \| Merlin Plage-Shimano-Flandria (1974) \| \| \| Marc Demeyer \| 19 de abril de 1950 \| \| \| \| Robert Fontaine \| 12 de febrer de 1950 \| \| \| \| Walter Godefroot \| 2 de juliol de 1943 \| Peugeot-BP-Michelin (1972) \| \| \| Cyrille Guimard \| 20 de gener de 1947 \| Merlin Plage-Shimano-Flandria (1974) \| \| \| Eric Jacques \| 31 de juliol de 1953 \| \| \| \| Freddy Maertens \| 13 de febrer de 1952 \| \| \| \| Gerard Martens \| 29 de desembre de 1948 \| \| \| \| Gérard Moneyron \| 17 de gener de 1948 \| Merlin Plage-Shimano-Flandria (1974) \| \| \| Michel Pollentier \| 13 de febrer de 1951 \| \| \| \| Jean-Jacques Sanquer \| 29 de novembre de 1946 \| Merlin Plage-Shimano-Flandria (1974) \| \| \| José Sersté (2 de maig–31 de des, Nota) \| 7 de juliol de 1943 \| \| \| \| Roger Vandemaele \| 1 de febrer de 1953 \| \| \| \| Arthur Van De Vijver \| 29 de febrer de 1948 \| \| \| \| Marcel Van der Slagmolen \| 18 de desembre de 1952 \| \| \| \| Julien Van Geebergen \| 15 de juny de 1948 \| \| \| \| Herman Van Springel \| 14 de agost de 1943 \| MIC-Ludo-de Gribaldy (1974) \| \| \| Daniel Verplancke \| 21 de setembre de 1948 \| \| \| \| Roger Vershaeve \| 23 de maig de 1951 \| \| \| \| \| \| \| \| \| Font: Cycling Archives \| \| \| \|Nota: José Sersté, canvi d'equip |                        |                                      |  |
| Llista de l'equip 1975 |                        |                                      |  |
| Ciclista | Data de naixement      | Equip previ                          |  |
| Christian Ardouin | 18 de abril de 1952    | Merlin Plage-Shimano-Flandria (1974) |  |
| Eddy Cael | 24 de octubre de 1945  |                                      |  |
| Raphaël Coene | 5 de novembre de 1950  | Merlin Plage-Shimano-Flandria (1974) |  |
| Carlos Cuyle | 25 de gener de 1953    |                                      |  |
| Wilfried David | 22 de abril de 1946    | Peugeot-BP-Michelin (1972)           |  |
| Ronald De Witte | 21 de octubre de 1946  | Peugeot-BP-Michelin (1972)           |  |
| Régis Delépine | 22 de desembre de 1946 | Merlin Plage-Shimano-Flandria (1974) |  |
| Marc Demeyer | 19 de abril de 1950    |                                      |  |
| Robert Fontaine | 12 de febrer de 1950   |                                      |  |
| Walter Godefroot | 2 de juliol de 1943    | Peugeot-BP-Michelin (1972)           |  |
| Cyrille Guimard | 20 de gener de 1947    | Merlin Plage-Shimano-Flandria (1974) |  |
| Eric Jacques | 31 de juliol de 1953   |                                      |  |
| Freddy Maertens | 13 de febrer de 1952   |                                      |  |
| Gerard Martens | 29 de desembre de 1948 |                                      |  |
| Gérard Moneyron | 17 de gener de 1948    | Merlin Plage-Shimano-Flandria (1974) |  |
| Michel Pollentier | 13 de febrer de 1951   |                                      |  |
| Jean-Jacques Sanquer | 29 de novembre de 1946 | Merlin Plage-Shimano-Flandria (1974) |  |
| José Sersté (2 de maig–31 de des, Nota) | 7 de juliol de 1943    |                                      |  |
| Roger Vandemaele | 1 de febrer de 1953    |                                      |  |
| Arthur Van De Vijver | 29 de febrer de 1948   |                                      |  |
| Marcel Van der Slagmolen | 18 de desembre de 1952 |                                      |  |
| Julien Van Geebergen | 15 de juny de 1948     |                                      |  |
| Herman Van Springel | 14 de agost de 1943    | MIC-Ludo-de Gribaldy (1974)          |  |
| Daniel Verplancke | 21 de setembre de 1948 |                                      |  |
| Roger Vershaeve | 23 de maig de 1951     |                                      |  |
| |                        |                                      |  |
| Font: Cycling Archives |                        |                                      |  |